# Ло Чан
В этом китайском имени — Ло фамилия, она ставится перед именем.
Ло Чан (кит. трад. 羅昌, упр. 罗昌, пиньинь Luó Chāng) — китайский дипломат и политический деятель, профессор латинского и английского языков. Зять Кан Ювэя — муж его дочери Тунби.
Родился в Гонолулу (Королевство Гавайи) в зажиточной семье, родители его были из уезда Баоань провинции Гуандун (ныне — район Шэньчжэня). Образование начал в Японии, где стал учеником Лян Цичао. Некоторое время обучался в военном училище, далее учился в Университете Васэда, оттуда перевёлся в Оксфордский университет, который закончил со степенью бакалавра. В Японии познакомился с дочерью Кан Ювэя — Кан Тунби, отцу невесты он был представлен в Копенгагене. После женитьбы чета переехала в Нью-Йорк, где Кан Тунби окончила Барнард-колледж. После Синьхайской революции семья вернулась в Китай. В 1912 году Ло Чан был назначен секретарём Министерства путей сообщения, с 1915 года находился на дипломатической службе, начав с должности комиссара в немецкой оккупационной зоне в Шаньдуне. В 1919—1922 годах находился на должности Генерального консула Китайской республики в Сингапуре, Лондоне и Оттаве. В 1923 году некоторое время служил губернатором провинции Ганьсу. Далее служил юридическим советником в Министерстве иностранных дел, с 1927 года — советник Кабинета министров. В 1929 году ушёл в отставку с правительственной службы (главным образом, по требованию жены), и перешёл в Пекинский университет экстраординарным профессором латинского и английского языков. Преподавал также в Пекинском педагогическом институте, где проработал до самой кончины в 1956 году.
От жены Кан Тунби имел двоих детей: сына Ло Жунбана, ставшего профессором в США, и дочь Ло Ифэн. На фоне общественных достижений жены, Ло Чан был забыт уже в начале 1950-х годов.